# Tadoba-Nationalpark
Der Tadoba-Nationalpark (Marathi ताडोबा राष्ट्रीय उद्यान IAST Tāḍobā rāṣṭrīya udyāna) liegt im Osten des indischen Bundesstaates Maharashtra im Distrikt Chandrapur. Der Park wurde im Jahr 1955 gegründet und erstreckt sich über eine Fläche von ca. 116,5 km². Zusammen mit der ihn umgebenden und ca. 508,9 km² umfassenden Pufferzone bildet er das „Tadoba-Andhari-Tigerreservat“. Das Schutzgebiet umfasst hügeliges, raues Gelände sowie offene Wiesen. Im Norden liegt der Tadoba-See. Es beherbergt zahlreiche große Säugetiere, darunter Tiger, Leoparden, Wildhunde, Gaure, Axishirsche, Sambarhirsche, Nilgauantilopen und Wildschweine.